# Colocadora Nacional de Valores
Colocadora Nacional de Valores era un banco chileno que estuvo operativo bajo diferentes formatos entre 1974 y 1986, perteneciente al empresario Manuel Cruzat Infante junto a su cuñado Fernando Larraín Peña (quienes poseían el grupo empresarial Cruzat-Larraín). Tuvo varios cambios de nombre, aunque manteniendo su título original. Fue intervenido por la dictadura militar tras la crisis económica de Chile de 1982, y desapareció tras su fusión con el Banco de Santiago en 1986.

## Historia
Colocadora Nacional de Valores Sociedad Anónima Financiera fue creada el 30 de abril de 1974 por el empresario Manuel Cruzat Infante como una empresa financiera, sin efectuar transacciones comerciales. El 31 de marzo de 1976 fue reconocida como institución financiera por la Superintendencia de Bancos e Instituciones Financieras (SBIF), iniciando sus operaciones de manera oficial el 24 de mayo del mismo año, Durante sus primeros años, la Colocadora Nacional de Valores se especializó en la entrega de productos financieros basados en préstamos y acciones bursátiles. En sus primeros años trabajó como jefe de estudios en la empresa José Piñera Echenique, quien posteriormente se convertiría en ministro del Trabajo durante la dictadura militar.
Luego de casi cinco años en funcionamiento, desde el 22 de febrero de 1979 el nombre de la institución pasa a ser Colocadora Nacional de Valores Banco de Fomento, expandiendo su oferta de servicios financieros. El nuevo nombre de la institución bancaria debutó oficialmente el 23 de marzo de 1979.
El 18 de marzo de 1982 nuevamente se realiza un cambio de nombre para la institución, estableciéndose como Banco Colocadora Nacional de Valores, con lo que enfatiza sus operaciones en los servicios tradicionales de las instituciones bancarias. Casi un año después, el 13 de enero de 1983, el banco fue intervenido por el Ministerio de Economía, designándole un administrador provisional. La intervención se produjo debido a la crisis económica generada por la devaluación del peso.
El Banco Colocadora Nacional de Valores desapareció en 1986, luego de que la Superintendencia de Bancos e Instituciones Financieras aprobara el 23 de mayo de dicho año la fusión de los bancos Colocadora Nacional de Valores y de Santiago.